# Walter Felsenstein
Walter Felsenstein (né à Vienne le 30 mai 1901, mort à Berlin le 8 octobre 1975) est un metteur en scène de théâtre et d'opéra qui fonda l'Opéra comique de Berlin (Komische Oper) en 1947 et le dirigea jusqu'à sa mort.

## Biographie
Walter Felsenstein embrasse d'abord une carrière de comédien et se forme au Burgtheater de Vienne avant de jouer sur les scènes allemandes comme à Lübeck et à Mannheim. Il réalise en 1926 ses deux premières mises en scène au théâtre – La Ronde de Schnitzler – et à l'Opéra – La Bohème de Puccini. De 1927 à 1932, il met en scène près de 70 de tout genre avant de collaborer les années suivantes avec les décorateurs Otto Reigbert, Ludwig Sievert, et surtout Caspar Nehe avec lequel il monte La Chauve-Souris. Le succès remporté alors le conduit à Berlin en 1935, mais il est très rapidement interdit par les nazis et exclu de tous les théâtres (sa femme est juive).avec ce dernier lui vaut de faire ses débuts à Berlin en décembre 1935. Il ne veut pas s'exiler pour autant et ne désire rien d'autre que le travail des œuvres en langue allemande, tant il privilégie le texte sur tout autre aspect de l'art sur scène. Il travaille alors à l'opéra de Zurich pour les saisons 1938 et 1939 et rencontre le comédien Heinrich George, moment décisif qui marque l'évolution de sa carrière.
Ce dernier dirige en effet le Schillertheater, à Berlin et lui obtient un contrat, ce qui lui permet de se remettre à la mise en scène de théâtre. Il est également invité par les plus grands chefs d'orchestre d'alors,  Herbert von Karajan, pour Falstaff en 1941 à Aix-la-Chapelle, Clemens Krauss, pour Les Noces de Figaro en 1942 à Salzbourg. Il réalise également des films comme Windstoss, d'après une pièce de Giovacchino Forzano, et La Pathétique, un film musical inspiré de Tchaïkovski.
Après la guerre, c'est le metteur en scène Karl-Heinz Martin qui le charge de la mise en scène de La Vie parisienne  à l' Hebbeltheater. Et ce sont  les Soviétiques alors responsables du secteur Est de Berlin et notamment de la culture, qui lui donnent la possibilité de reconstruire le Metropoltheater, en ruine, C'est en référence à la salle Favart que le nouvel établissement est baptisé Komische Oper.
Walter Felsenstein fait de la scène du Komische Oper de Berlin un Musiktheater. Le chanteur devient un acteur à part entière, la mise en scène de théâtre le soumet à ses lois et cette nouvelle conception, en rupture avec toutes les traditions lyriques d'alors qui privilégiaient le "beau" chant sans demander à l'art lyrique d'être du théâtre. Sa profession de foi se résume ainsi : "Chanter doit naître de la nécessité dramatique. " Il parle d'un " chanter total qui ne vient pas seulement du larynx et des cordes vocales, mais de tout le corps et d'abord de l'esprit sans cesse en éveil ". Il acquiert de ce fait très rapidement une réputation internationale. En 1959 il présente en France La Petite renarde Rusée et Les Contes d'Hoffmann. En 1971, il part pour les Etats-Unis donner des conférences sur ses méthodes de travail à l'université de Boston et dans les trois universités de l'Etat de New-York, et préside à Londres le cinquième congrès mondial de l'Institut international du théâtre. Il est surnommé le "Brecht de l'Opéra.
Il meurt à Berlin-Est en 1975 et est inhumé dans le cimetière de Kloster à Hiddensee, une petite île sur la mer Baltique où il possédait une résidence d'été.

## Distinctions
Walter Felsenstein est décoré en 1973 de l'ordre du Mérite patriotique (Vaterländischer Verdienstorden), section « Ehrenspange ».

## Écrits
- Die Pflicht, die Wahrheit zu finden. Briefe und Schriften eines Theatermannes, Suhrkampf, Francfort, 1997  (ISBN 3-518-11986-9)
- Theater. Gespräche, Briefe, Dokumente, Hentrich, Berlin, 1991,  (ISBN 3-926175-95-8)
- The Music Theatre Of Walter Felsenstein: Collected Articles, Speeches And Interviews By Walter Felsenstein And Others by Walter Felsenstein

## Films d'opéra
- Fidelio (1956) de Ludwig van Beethoven, avec Erwin Gross/Alfred Pöll, Hannes Schiel/Heinz Rehfuß,Richard Holm, Claude Nollier/Magda László/Grete Zimmer, Georg Wieter/Wolfgang Hebenstreit.
- Das schlaue Füchslein (La Petite Renarde rusée, 1965) de Leos Janacek, Irmgard Arnold, Manfred Hopp, Josef Burgwinkel, Werner Enders, Frank Völker, Christa Öhlmann, Karin Vetter, Rudolf Asmus, Werner Enders.
- Otello (1969) de Giuseppe Verdi, avec Hanns Nocker,Christa Noack, Vladimír Bauer.
- Hoffmanns Erzählungen (Les Contes d'Hoffmann, 1970) de Jacques Offenbach, avec Hanns Nocker, Melitta Muszely.
- Ritter Blaubart (Barbe-Bleue, 1973) de Jacques Offenbach, avec Hanns Nocker.